# Radětín
Radětín (německy Radietin) je malá vesnice, část okresního města Pelhřimov. Nachází se asi 2,5 km na sever od Pelhřimova. V roce 2009 zde bylo evidováno 21 adres. V roce 2001 zde trvale žilo 46 obyvatel. Při jihovýchodním okraji osady protéká říčka Bělá, která je pravostranným přítokem Hejlovky.
Radětín je také název katastrálního území o rozloze 2,57 km².